# Shawn Carter (Eishockeyspieler)
Shawn Carter (* 16. April 1973 in Eagle River, Wisconsin) ist ein ehemaliger US-amerikanischer Eishockeyspieler, der in der Deutschen Eishockey Liga für die Augsburger Panther, die Adler Mannheim sowie die Nürnberg Ice Tigers spielte.

## Karriere
Nach seiner Juniorenzeit an der Universität von Wisconsin spielte Shawn Carter von 1996 bis 2002 in den nordamerikanischen Minor Leagues IHL und AHL bei den St. John’s Maple Leafs, den Orlando Solar Bears und den Houston Aeros.
Zur Saison 2002/03 wechselte der Center in die Deutsche Eishockey Liga zu den Augsburger Panthern. Drei Jahre war der Linksschütze mit jeweils um die 40 Scorerpunkte stets unter den Topscorern der Panther, wurde aber in jeder Spielzeit von mindestens einem Spieler übertroffen. Die Saison 2005/06 verbrachte der Kanadier bei den Adler Mannheim, brachte es dort aber nur auf 21 Scorerpunkte und konnte die Erwartungen nicht erfüllen, woraufhin sich die Adler nach der Saison von Carter trennten.
Zur Saison 2006/07 unterschrieb der Angreifer einen Vertrag bei den Nürnberg Ice Tigers in der DEL, die den Vertrag mit dem US-Amerikaner im Januar 2007 um weitere zwei Jahre bis 2009 verlängerten. Nach der Spielzeit 2008/09 beendete Carter seine Karriere und zog zusammen mit seiner Frau Kim nach Houston.

## Karrierestatistik
(Legende zur Spielerstatistik: Sp oder GP = absolvierte Spiele; T oder G = erzielte Tore; V oder A = erzielte Assists; Pkt oder Pts = erzielte Scorerpunkte; SM oder PIM = erhaltene Strafminuten; +/− = Plus/Minus-Bilanz; PP = erzielte Überzahltore; SH = erzielte Unterzahltore; GW = erzielte Siegtore; 1 Play-downs/Relegation; Kursiv: Statistik nicht vollständig)